# Winston Reid
Winston Wiremu Reid (* 3. července 1982, Auckland, Nový Zéland) je novozélandský fotbalový obránce a reprezentant, od roku 2010 hráč anglického klubu West Ham United FC, momentálně je na hostování v americkém Sporting Kansas City. V mládežnických kategoriích reprezentoval Dánsko.

## Reprezentační kariéra

### Dánsko
Nastupoval za dánské mládežnické reprezentace U19, U20 a U21.

### Nový Zéland
V A-mužstvu Nového Zélandu debutoval v roce 2010.
Zúčastnil se MS 2010 v Jihoafrické republice. V základní skupině F zařídil svému týmu gólem hlavou v nastaveném čase bod za remízu 1:1 proti Slovensku. Pro novozélandskou reprezentaci to byl historicky první bod na mistrovství světa ve fotbale.